# World tour di beach volley
Il World tour di beach volley è stato un circuito internazionale di gare di beach volley organizzato annualmente dalla Fédération Internationale de Volleyball (FIVB), a partire dalla stagione 1989/90 per gli uomini e dalla stagione 1992/93 per le donne.
Le prove del World tour si svolgevano da aprile ad ottobre in varie città in tutto il mondo. 
Sponsor della manifestazione è stato sino al 2012 la Swatch.
Dal 2005 al 2019 vennero assegnati premi individuali in varie specialità per i giocatori che si erano maggiormente distinti nel corso della stagione.
Nell'ottobre 2021 la FIVB annunciò la creazione del Volleyball World Beach Pro Tour, che avrebbe sostituito il World Tour a partire dalla stagione 2022.

## Albo d'oro

### Classifica generale
| Stagione | Uomini | Uomini | Donne | Donne |
| Stagione | Vincitori | Nazione | Vincitrici | Nazione |
| -------- | --- | --- | --- | --- |
| 1989/90  | Randy Stoklos - Sinjin Smith                                                                                   | Stati Uniti | | |
| 1990/91  | Randy Stoklos - Sinjin Smith                                                                                   | Stati Uniti | | |
| 1991/92  | Randy Stoklos - Sinjin Smith                                                                                   | Stati Uniti | | |
| 1992/93  | Randy Stoklos - Sinjin Smith                                                                                   | Stati Uniti | Karolyn Kirby - Nancy Reno                                                                                     | Stati Uniti |
| 1993/94  | Roberto Lopes - Franco Neto                                                                                    | Brasile | Karolyn Kirby - Liz Masakayan                                                                                  | Stati Uniti |
| 1994/95  | Jan Kvalheim - Bjørn Maaseide                                                                                  | Norvegia | Adriana Samuel Ramos - Mônica Rodrigues                                                                        | Brasile |
| 1995/96  | Roberto Lopes - Franco Neto                                                                                    | Brasile | Sandra Pires - Jackie Silva                                                                                    | Brasile |
| 1996     | José Marco de Melo - Emanuel Rego                                                                              | Brasile | Sandra Pires - Jackie Silva                                                                                    | Brasile |
| 1997     | José Marco de Melo - Emanuel Rego                                                                              | Brasile | Adriana Behar - Shelda Bede                                                                                    | Brasile |
| 1998     | Guilherme Marques - Rogério Ferreira                                                                           | Brasile | Adriana Behar - Shelda Bede                                                                                    | Brasile |
| 1999     | José Loiola - Emanuel Rego                                                                                     | Brasile | Adriana Behar - Shelda Bede                                                                                    | Brasile |
| 2000     | José Marco de Melo - Ricardo Santos                                                                            | Brasile | Adriana Behar - Shelda Bede                                                                                    | Brasile |
| 2001     | Tande Ramos - Emanuel Rego                                                                                     | Brasile | Adriana Behar - Shelda Bede                                                                                    | Brasile |
| 2002     | Martín Conde - Mariano Baracetti                                                                               | Argentina | Kerri Walsh - Misty May                                                                                        | Stati Uniti |
| 2003     | Ricardo Santos - Emanuel Rego                                                                                  | Brasile | Sandra Pires - Ana Paula Connelly                                                                              | Brasile |
| 2004     | Ricardo Santos - Emanuel Rego                                                                                  | Brasile | Adriana Behar - Shelda Bede                                                                                    | Brasile |
| 2005     | Ricardo Santos - Emanuel Rego                                                                                  | Brasile | Juliana Felisberta - Larissa França                                                                            | Brasile |
| 2006     | Ricardo Santos - Emanuel Rego                                                                                  | Brasile | Juliana Felisberta - Larissa França                                                                            | Brasile |
| 2007     | Ricardo Santos - Emanuel Rego                                                                                  | Brasile | Juliana Felisberta - Larissa França                                                                            | Brasile |
| 2008     | Harley Marques - Pedro Salgado                                                                                 | Brasile | Ana Paula Connelly - Shelda Bede                                                                               | Brasile |
| 2009     | Julius Brink - Jonas Reckermann                                                                                | Germania | Juliana Felisberta - Larissa França                                                                            | Brasile |
| 2010     | Phil Dalhausser - Todd Rogers                                                                                  | Stati Uniti | Juliana Felisberta - Larissa França                                                                            | Brasile |
| 2011     | Emanuel Rego - Alison Cerutti                                                                                  | Brasile | Juliana Felisberta - Larissa França                                                                            | Brasile |
| 2012     | Jake Gibb - Sean Rosenthal                                                                                     | Stati Uniti | Juliana Felisberta - Larissa França                                                                            | Brasile |
| 2013     | Jānis Šmēdiņš - Aleksandrs Samoilovs                                                                           | Lettonia | Talita Antunes - Taiana Lima                                                                                   | Brasile |
| 2014     | Jānis Šmēdiņš - Aleksandrs Samoilovs                                                                           | Lettonia | Maria Antonelli - Juliana Felisberta                                                                           | Brasile |
| 2015     | Bruno Oscar Schmidt - Alison Cerutti                                                                           | Brasile | Ágatha Bednarczuk - Bárbara Seixas                                                                             | Brasile |
| 2016     | Jānis Šmēdiņš - Aleksandrs Samoilovs                                                                           | Lettonia | Laura Ludwig - Kira Walkenhorst                                                                                | Germania |
| 2017     | Evandro Oliveira - André Stein                                                                                 | Brasile | Talita Antunes - Larissa França                                                                                | Brasile |
| 2018     | Anders Mol - Christian Sørum                                                                                   | Norvegia | Ágatha Bednarczuk - Eduarda Lisboa                                                                             | Brasile |
| 2019     | Anders Mol - Christian Sørum                                                                                   | Norvegia | Melissa Humana-Paredes - Sarah Pavan                                                                           | Canada |
| 2020     | Nessun campione ufficiale a causa della cancellazione o del rinvio di molti eventi per la pandemia di COVID-19 | Nessun campione ufficiale a causa della cancellazione o del rinvio di molti eventi per la pandemia di COVID-19 | Nessun campione ufficiale a causa della cancellazione o del rinvio di molti eventi per la pandemia di COVID-19 | Nessun campione ufficiale a causa della cancellazione o del rinvio di molti eventi per la pandemia di COVID-19 |
| 2021     | Cherif Samba - Ahmed Tijan                                                                                     | Qatar | Ágatha Bednarczuk - Eduarda Lisboa                                                                             | Brasile |

### Trofei individuali

#### Miglior giocatore (Most outstanding player)
| Stagione | Uomini                        | Uomini              | Donne                      | Donne            |
| Stagione | Vincitori                     | Nazione             | Vincitrici                 | Nazione          |
| -------- | ----------------------------- | ------------------- | -------------------------- | ---------------- |
| 2005     | Ricardo Santos                | Brasile             | Misty May-Treanor          | Stati Uniti      |
| 2006     | Emanuel Rego                  | Brasile             | Larissa França             | Brasile          |
| 2007     | Ricardo Santos                | Brasile             | Kerri Walsh                | Stati Uniti      |
| 2008     | Harley Marques                | Brasile             | Misty May-Treanor Zhang Xi | Stati Uniti Cina |
| 2009     | Harley Marques Richard Schuil | Brasile Paesi Bassi | Juliana Felisberta         | Brasile          |
| 2010     | Phil Dalhausser               | Stati Uniti         | Juliana Felisberta         | Brasile          |
| 2011     | Emanuel Rego                  | Brasile             | Juliana Felisberta         | Brasile          |
| 2012     | Sean Rosenthal                | Stati Uniti         | Kerri Walsh                | Stati Uniti      |
| 2013     | Phil Dalhausser               | Stati Uniti         | Kerri Walsh                | Stati Uniti      |
| 2014     | Phil Dalhausser               | Stati Uniti         | Kerri Walsh                | Stati Uniti      |
| 2015     | Bruno Oscar Schmidt           | Brasile             | Larissa França             | Brasile          |
| 2016     | Bruno Oscar Schmidt           | Brasile             | Laura Ludwig               | Germania         |
| 2017     | Phil Dalhausser               | Stati Uniti         | Laura Ludwig               | Germania         |
| 2018     | Anders Mol                    | Norvegia            | Eduarda Lisboa             | Brasile          |
| 2019     | Anders Mol                    | Norvegia            | Eduarda Lisboa             | Brasile          |

#### Miglior giocatore in attacco (Best offensive player)
| Stagione | Uomini              | Uomini      | Donne                         | Donne       |
| Stagione | Vincitori           | Nazione     | Vincitrici                    | Nazione     |
| -------- | ------------------- | ----------- | ----------------------------- | ----------- |
| 2005     | Ricardo Santos      | Brasile     | Misty May-Treanor             | Stati Uniti |
| 2006     | Ricardo Santos      | Brasile     | Juliana Felisberta            | Brasile     |
| 2007     | Ricardo Santos      | Brasile     | Kerri Walsh Misty May-Treanor | Stati Uniti |
| 2008     | Phil Dalhausser     | Stati Uniti | Misty May-Treanor             | Stati Uniti |
| 2009     | Phil Dalhausser     | Stati Uniti | April Ross                    | Stati Uniti |
| 2010     | Phil Dalhausser     | Stati Uniti | Juliana Felisberta            | Brasile     |
| 2011     | Alison Cerutti      | Brasile     | Laura Ludwig                  | Germania    |
| 2012     | Phil Dalhausser     | Stati Uniti | Juliana Felisberta            | Brasile     |
| 2013     | Jānis Šmēdiņš       | Lettonia    | Talita Antunes                | Brasile     |
| 2014     | Paolo Nicolai       | Italia      | Kerri Walsh                   | Stati Uniti |
| 2015     | Bruno Oscar Schmidt | Brasile     | Larissa França                | Brasile     |
| 2016     | Jānis Šmēdiņš       | Lettonia    | Larissa França                | Brasile     |
| 2017     | Phil Dalhausser     | Stati Uniti | Larissa França                | Brasile     |
| 2018     | Anders Mol          | Norvegia    | Eduarda Lisboa                | Brasile     |
| 2019     | Anders Mol          | Norvegia    | Eduarda Lisboa                | Brasile     |

#### Miglior giocatore in difesa (Best defensive player)
| Stagione | Uomini                   | Uomini                | Donne                  | Donne       |
| Stagione | Vincitori                | Nazione               | Vincitrici             | Nazione     |
| -------- | ------------------------ | --------------------- | ---------------------- | ----------- |
| 2005     | Márcio Araújo            | Brasile               | Shelda Bede            | Brasile     |
| 2006     | Todd Rogers Martín Conde | Stati Uniti Argentina | Shelda Bede            | Brasile     |
| 2007     | Todd Rogers              | Stati Uniti           | Misty May-Treanor      | Stati Uniti |
| 2008     | Todd Rogers              | Stati Uniti           | Misty May-Treanor      | Stati Uniti |
| 2009     | Reinder Nummerdor        | Paesi Bassi           | Larissa França         | Brasile     |
| 2010     | Todd Rogers              | Stati Uniti           | Zhang Xi               | Cina        |
| 2011     | Reinder Nummerdor        | Paesi Bassi           | Misty May-Treanor      | Stati Uniti |
| 2012     | Mārtiņš Pļaviņš          | Lettonia              | Larissa França         | Brasile     |
| 2013     | Bruno Oscar Schmidt      | Brasile               | Laura Ludwig           | Germania    |
| 2014     | Bruno Oscar Schmidt      | Brasile               | Larissa França         | Brasile     |
| 2015     | Bruno Oscar Schmidt      | Brasile               | Heather Bansley        | Canada      |
| 2016     | Bruno Oscar Schmidt      | Brasile               | Heather Bansley        | Canada      |
| 2017     | Vjačeslav Krasil'nikov   | Russia                | Laura Ludwig           | Germania    |
| 2018     | Christian Sørum          | Norvegia              | Heather Bansley        | Canada      |
| 2019     | Christian Sørum          | Norvegia              | Melissa Humana-Paredes | Canada      |

#### Miglior schiacciatore (Best hitter)
| Stagione | Uomini                | Uomini      | Donne            | Donne       |
| Stagione | Vincitori             | Nazione     | Vincitrici       | Nazione     |
| -------- | --------------------- | ----------- | ---------------- | ----------- |
| 2005     | Ricardo Santos        | Brasile     | Kerri Walsh      | Stati Uniti |
| 2006     | Emanuel Rego          | Brasile     | Kerri Walsh      | Stati Uniti |
| 2007     | Phil Dalhausser       | Stati Uniti | Kerri Walsh      | Stati Uniti |
| 2008     | Phil Dalhausser       | Stati Uniti | Larissa França   | Brasile     |
| 2009     | Phil Dalhausser       | Stati Uniti | April Ross       | Stati Uniti |
| 2010     | Phil Dalhausser       | Stati Uniti | Larissa França   | Brasile     |
| 2011     | Alison Cerutti        | Brasile     | April Ross       | Stati Uniti |
| 2012     | Alison Cerutti        | Brasile     | Kerri Walsh      | Stati Uniti |
| 2013     | Mārtiņš Pļaviņš       | Lettonia    | Talita Antunes   | Brasile     |
| 2014     | Mārtiņš Pļaviņš       | Lettonia    | Talita Antunes   | Brasile     |
| 2015     | Christiaan Varenhorst | Paesi Bassi | Talita Antunes   | Brasile     |
| 2016     | Alison Cerutti        | Brasile     | Kerri Walsh      | Stati Uniti |
| 2017     | Alexander Brouwer     | Paesi Bassi | Kira Walkenhorst | Germania    |
| 2018     | Alexander Brouwer     | Paesi Bassi | Eduarda Lisboa   | Brasile     |

#### Miglior giocatore a muro (Best blocker)
| Stagione | Uomini               | Uomini      | Donne              | Donne       |
| Stagione | Vincitori            | Nazione     | Vincitrici         | Nazione     |
| -------- | -------------------- | ----------- | ------------------ | ----------- |
| 2005     | Fábio Luiz Magalhães | Brasile     | Kerri Walsh        | Stati Uniti |
| 2006     | Phil Dalhausser      | Stati Uniti | Kerri Walsh        | Stati Uniti |
| 2007     | Phil Dalhausser      | Stati Uniti | Kerri Walsh        | Stati Uniti |
| 2008     | Phil Dalhausser      | Stati Uniti | Kerri Walsh        | Stati Uniti |
| 2009     | Jonas Reckermann     | Germania    | Juliana Felisberta | Brasile     |
| 2010     | Phil Dalhausser      | Stati Uniti | Juliana Felisberta | Brasile     |
| 2011     | Alison Cerutti       | Brasile     | Kerri Walsh        | Stati Uniti |
| 2012     | Phil Dalhausser      | Stati Uniti | Kerri Walsh        | Stati Uniti |
| 2013     | Pedro Solberg        | Brasile     | Talita Antunes     | Brasile     |
| 2014     | Phil Dalhausser      | Stati Uniti | Kerri Walsh        | Stati Uniti |
| 2015     | Alison Cerutti       | Brasile     | Sarah Pavan        | Canada      |
| 2016     | Paolo Nicolai        | Italia      | Kira Walkenhorst   | Germania    |
| 2017     | Phil Dalhausser      | Stati Uniti | Sarah Pavan        | Canada      |
| 2018     | Anders Mol           | Norvegia    | Brandie Wilkerson  | Canada      |
| 2019     | Anders Mol           | Norvegia    | Sarah Pavan        | Canada      |

#### Miglior giocatore al servizio (Best server)
| Stagione | Uomini            | Uomini        | Donne               | Donne         |
| Stagione | Vincitori         | Nazione       | Vincitrici          | Nazione       |
| -------- | ----------------- | ------------- | ------------------- | ------------- |
| 2005     | Conrad Leinemann  | Canada        | Ana Paula Connelly  | Brasile       |
| 2006     | Iver Horrem       | Norvegia      | Ana Paula Connelly  | Brasile       |
| 2007     | Igor' Kolodinskij | Russia        | Ana Paula Connelly  | Brasile       |
| 2008     | Igor' Kolodinskij | Russia        | Maria Clara Salgado | Brasile       |
| 2009     | Igor' Kolodinskij | Russia        | Maria Clara Salgado | Brasile       |
| 2010     | Igor' Kolodinskij | Russia        | Marleen van Iersel  | Paesi Bassi   |
| 2011     | Eric Koreng       | Germania      | April Ross          | Stati Uniti   |
| 2012     | Eric Koreng       | Germania      | April Ross          | Stati Uniti   |
| 2013     | Non assegnato     | Non assegnato | Non assegnato       | Non assegnato |
| 2014     | Phil Dalhausser   | Stati Uniti   | Karla Borger        | Germania      |
| 2015     | Evandro Oliveira  | Brasile       | April Ross          | Stati Uniti   |
| 2016     | Evandro Oliveira  | Brasile       | April Ross          | Stati Uniti   |
| 2017     | Evandro Oliveira  | Brasile       | April Ross          | Stati Uniti   |
| 2018     | Evandro Oliveira  | Brasile       | Taliqua Clancy      | Australia     |
| 2019     | Evandro Oliveira  | Brasile       | Eduarda Lisboa      | Brasile       |

#### Miglior alzatore (Best setter)
| Stagione | Uomini          | Uomini      | Donne                            | Donne          |
| Stagione | Vincitori       | Nazione     | Vincitrici                       | Nazione        |
| -------- | --------------- | ----------- | -------------------------------- | -------------- |
| 2005     | Todd Rogers     | Stati Uniti | Misty May-Treanor                | Stati Uniti    |
| 2006     | Márcio Araújo   | Brasile     | Larissa França                   | Brasile        |
| 2007     | Márcio Araújo   | Brasile     | Larissa França                   | Brasile        |
| 2008     | Márcio Araújo   | Brasile     | Larissa França Vasso Karadassiou | Brasile Grecia |
| 2009     | Phil Dalhausser | Stati Uniti | Larissa França                   | Brasile        |
| 2010     | Phil Dalhausser | Stati Uniti | Larissa França                   | Brasile        |
| 2011     | Phil Dalhausser | Stati Uniti | Larissa França                   | Brasile        |
| 2012     | Phil Dalhausser | Stati Uniti | Larissa França                   | Brasile        |
| 2013     | Jānis Šmēdiņš   | Lettonia    | Ilka Semmler                     | Germania       |
| 2014     | Phil Dalhausser | Stati Uniti | Larissa França                   | Brasile        |
| 2015     | Phil Dalhausser | Stati Uniti | Marleen van Iersel               | Paesi Bassi    |
| 2016     | Phil Dalhausser | Stati Uniti | Larissa França                   | Brasile        |
| 2017     | Bartosz Łosiak  | Polonia     | Larissa França                   | Brasile        |
| 2018     | Jānis Šmēdiņš   | Lettonia    | Melissa Humana-Paredes           | Canada         |
| 2019     | Anders Mol      | Norvegia    | Melissa Humana-Paredes           | Canada         |

#### Giocatore più migliorato (Most improved player)
| Stagione | Uomini                   | Uomini      | Donne                       | Donne              |
| Stagione | Vincitori                | Nazione     | Vincitrici                  | Nazione            |
| -------- | ------------------------ | ----------- | --------------------------- | ------------------ |
| 2005     | Fábio Luiz Magalhães     | Brasile     | Vassiliki Arvaniti          | Grecia             |
| 2006     | Phil Dalhausser          | Stati Uniti | Leila Barros                | Brasile            |
| 2007     | Xu Linyin Dmitrij Barsuk | Cina Russia | Laura Ludwig Tamsin Barnett | Germania Australia |
| 2008     | Andy Cès                 | Francia     | Nicole Branagh              | Stati Uniti        |
| 2009     | Alison Cerutti           | Brasile     | Marleen van Iersel          | Paesi Bassi        |
| 2010     | Bruno Oscar Schmidt      | Brasile     | Taiana Lima                 | Brasile            |
| 2011     | Mariusz Prudel           | Polonia     | Marta Menegatti             | Italia             |
| 2012     | Paolo Nicolai            | Italia      | Sophie van Gestel           | Paesi Bassi        |
| 2013     | Álvaro Morais Filho      | Brasile     | Kira Walkenhorst            | Germania           |
| 2014     | Ryan Doherty             | Stati Uniti | Tanja Hüberli               | Svizzera           |
| 2015     | Lombardo Ontiveros       | Messico     | Linline Matauatu            | Vanuatu            |
| 2016     | Piotr Kantor             | Polonia     | Joana Heidrich              | Svizzera           |
| 2017     | Sam Pedlow               | Canada      | Melissa Humana-Paredes      | Canada             |
| 2018     | Anders Mol               | Norvegia    | Mariafe Artacho del Solar   | Australia          |

#### Miglior esordiente (Top rookie)
| Stagione | Uomini                   | Uomini             | Donne                            | Donne                 |
| Stagione | Vincitori                | Nazione            | Vincitrici                       | Nazione               |
| -------- | ------------------------ | ------------------ | -------------------------------- | --------------------- |
| 2005     | Matteo Varnier Jake Gibb | Italia Stati Uniti | Talita Antunes                   | Brasile               |
| 2006     | Sean Rosenthal           | Stati Uniti        | Xue Chen                         | Cina                  |
| 2007     | Igor' Kolodinskij        | Russia             | April Ross                       | Stati Uniti           |
| 2008     | Adrián Gavira            | Spagna             | Bibiana Candelas                 | Messico               |
| 2009     | Ruslans Sorokins         | Lettonia           | Angie Akers Louise Bawden        | Stati Uniti Australia |
| 2010     | Karl Jaani               | Estonia            | Markéta Sluková                  | Rep. Ceca             |
| 2011     | Sébastien Chevallier     | Svizzera           | Britta Büthe                     | Germania              |
| 2012     | Christiaan Varenhorst    | Paesi Bassi        | Bárbara Seixas                   | Brasile               |
| 2013     | Álvaro Morais Filho      | Brasile            | Kira Walkenhorst                 | Germania              |
| 2014     | Tri Bourne               | Stati Uniti        | Melissa Humana-Paredes           | Canada                |
| 2015     | Adrian Carambula         | Italia             | Taru Lahti                       | Finlandia             |
| 2016     | Gustavo Carvalhaes       | Brasile            | Eduarda Lisboa                   | Brasile               |
| 2017     | Anders Mol               | Norvegia           | Sara Hughes                      | Stati Uniti           |
| 2018     | Igor' Veličko            | Russia             | Tīna Graudiņa Svetlana Cholomina | Lettonia Russia       |

#### Giocatore più sportivo (Sportperson)
| Stagione | Uomini                              | Uomini           | Donne                         | Donne       |
| Stagione | Vincitori                           | Nazione          | Vincitrici                    | Nazione     |
| -------- | ----------------------------------- | ---------------- | ----------------------------- | ----------- |
| 2005     | Emanuel Rego                        | Brasile          | Kerri Walsh                   | Stati Uniti |
| 2006     | Franco Neto                         | Brasile          | Kerri Walsh                   | Stati Uniti |
| 2007     | Franco Neto                         | Brasile          | Kerri Walsh Misty May-Treanor | Stati Uniti |
| 2008     | Phil Dalhausser                     | Stati Uniti      | Kerri Walsh Misty May-Treanor | Stati Uniti |
| 2009     | Rivo Vesik                          | Estonia          | Shelda Bede                   | Brasile     |
| 2010     | Emanuel Rego                        | Brasile          | Misty May-Treanor             | Stati Uniti |
| 2011     | Emanuel Rego                        | Brasile          | Juliana Felisberta            | Brasile     |
| 2012     | Emanuel Rego                        | Brasile          | Kerri Walsh                   | Stati Uniti |
| 2013     | Jānis Šmēdiņš                       | Lettonia         | Taiana Lima                   | Brasile     |
| 2014     | Emanuel Rego                        | Brasile          | Juliana Felisberta            | Brasile     |
| 2015     | Bruno Oscar Schmidt                 | Brasile          | Laura Ludwig                  | Germania    |
| 2016     | Bruno Oscar Schmidt                 | Brasile          | Laura Ludwig                  | Germania    |
| 2017     | Álvaro Morais Filho                 | Brasile          | Laura Ludwig                  | Germania    |
| 2018     | Aleksandrs Samoilovs Ricardo Santos | Lettonia Brasile | Ágatha Bednarczuk             | Brasile     |

#### Giocatore maggiormente fonte di ispirazione (Most inspirational)
| Stagione | Uomini            | Uomini      | Donne                         | Donne       |
| Stagione | Vincitori         | Nazione     | Vincitrici                    | Nazione     |
| -------- | ----------------- | ----------- | ----------------------------- | ----------- |
| 2005     | Mark Heese        | Canada      | Shelda Bede                   | Brasile     |
| 2006     | Franco Neto       | Brasile     | Shelda Bede                   | Brasile     |
| 2007     | Franco Neto       | Brasile     | Shelda Bede                   | Brasile     |
| 2008     | Todd Rogers       | Stati Uniti | Shelda Bede                   | Brasile     |
| 2009     | Harley Marques    | Brasile     | Shelda Bede                   | Brasile     |
| 2010     | Xu Linyin         | Cina        | Denise Johns                  | Regno Unito |
| 2011     | Emanuel Rego      | Brasile     | Kerri Walsh                   | Stati Uniti |
| 2012     | Emanuel Rego      | Brasile     | Kerri Walsh Misty May-Treanor | Stati Uniti |
| 2013     | Jake Gibb         | Stati Uniti | Laura Ludwig                  | Germania    |
| 2014     | Jake Gibb         | Stati Uniti | Kerri Walsh                   | Stati Uniti |
| 2015     | Emanuel Rego      | Brasile     | Miller Pata                   | Vanuatu     |
| 2016     | Reinder Nummerdor | Paesi Bassi | Nadine Zumkehr                | Svizzera    |
| 2017     | John Hyden        | Stati Uniti | Laura Ludwig                  | Germania    |
| 2018     | Ricardo Santos    | Brasile     | Ágatha Bednarczuk             | Brasile     |

#### Coppia dell'anno (Team of the year)
| Stagione | Uomini                               | Uomini      | Donne                                | Donne    |
| Stagione | Vincitori                            | Nazione     | Vincitrici                           | Nazione  |
| -------- | ------------------------------------ | ----------- | ------------------------------------ | -------- |
| 2005     | Ricardo Santos - Emanuel Rego        | Brasile     | Juliana Felisberta - Larissa França  | Brasile  |
| 2006     | Ricardo Santos - Emanuel Rego        | Brasile     | Juliana Felisberta - Larissa França  | Brasile  |
| 2007     | Ricardo Santos - Emanuel Rego        | Brasile     | Juliana Felisberta - Larissa França  | Brasile  |
| 2008     | Harley Marques - Pedro Salgado       | Brasile     | Ana Paula Connelly - Shelda Bede     | Brasile  |
| 2009     | Julius Brink - Jonas Reckermann      | Germania    | Juliana Felisberta - Larissa França  | Brasile  |
| 2010     | Phil Dalhausser - Todd Rogers        | Stati Uniti | Juliana Felisberta - Larissa França  | Brasile  |
| 2011     | Emanuel Rego - Alison Cerutti        | Brasile     | Juliana Felisberta - Larissa França  | Brasile  |
| 2012     | Jake Gibb - Sean Rosenthal           | Stati Uniti | Juliana Felisberta - Larissa França  | Brasile  |
| 2013     | Aleksandrs Samoilovs - Jānis Šmēdiņš | Lettonia    | Talita Antunes - Taiana Lima         | Brasile  |
| 2014     | Aleksandrs Samoilovs - Jānis Šmēdiņš | Lettonia    | Maria Antonelli - Juliana Felisberta | Brasile  |
| 2015     | Alison Cerutti - Bruno Oscar Schmidt | Brasile     | Talita Antunes - Larissa França      | Brasile  |
| 2016     | Aleksandrs Samoilovs - Jānis Šmēdiņš | Lettonia    | Laura Ludwig - Kira Walkenhorst      | Germania |
| 2017     | Evandro Oliveira - André Stein       | Brasile     | Talita Antunes - Larissa França      | Brasile  |
| 2018     | Anders Mol - Christian Sørum         | Norvegia    | Ágatha Bednarczuk - Eduarda Lisboa   | Brasile  |
| 2019     | Anders Mol - Christian Sørum         | Norvegia    | Melissa Humana-Paredes - Sarah Pavan | Canada   |